# Rhipidia (Rhipidia) hoguei
Rhipidia (Rhipidia) hoguei is een tweevleugelige uit de familie steltmuggen (Limoniidae). De soort komt voor in het Neotropisch gebied.